# Ferenc Jesina
Ferenc Jesina (svk. František Ješina, Trnava, 19. kolovoza 1887. - ) bio je slovački atletičar koji je nastupao za Mađarsku, odnosno Austro-Ugarsku na Olimpijskim igrama 1908. u Londonu u bacanju koplja i diska. Njegov rezultat u završnici bacanja koplja je nepoznat, zna se jedino da je završio između 12. i 42. mjesta.

## Vanjske poveznice
- Ferenc Jesina  Arhivirana inačica izvorne stranice od 16. prosinca 2012. (Wayback Machine) na Sports Reference
- Olimpijski profil (mađ.)